# Вершинное фокусное расстояние

f' — заднее фокусное расстояние;
s'_{F'} — заднее вершинное фокусное расстояние (задний фокальный отрезок)

Верши́нное фо́кусное расстоя́ние (оптической системы) —  расстояние от вершины передней или задней оптической поверхности до точки переднего или заднего фокуса оптической системы.
При этом, расстояние от передней (первой по ходу луча) оптической поверхности до переднего фокуса именуется передним, а расстояние от последней оптической поверхности до заднего фокуса именуется задним вершинным фокусным расстоянием или фокальным отрезком. 
Согласно ГОСТ 7427-76, вершинные фокусные расстояния именуются - передний фокальный отрезок и задний фокальный отрезок. 
В фото- и кинотехнике, расстояние от последней поверхности до главного фокуса часто именуется задним отрезком. 
Величина заднего и переднего фокальных отрезков обычно не совпадает с фокусным расстоянием системы.
Телеобъективы имеют укороченный задний фокальный отрезок, что уменьшает габаритные размеры объектива; широкоугольные объективы однообъективных зеркальных аппаратов и кинокамер с зеркальным обтюратором часто имеют удлинённый задний фокальный отрезок, так как зеркало или обтюратор не позволяют расположить объектив близко к плоскости изображения.